# Acid1
Il test Acid1 è una pagina di test per i browser web. Fu sviluppata nell'ottobre del 1998 e diffusa in pubblico il 26 gennaio del 1999.
Acid1 ebbe una sua importanza poiché stabilì un livello di interoperabilità di base al quale tutti i browser dell'epoca dovevano attenersi, specialmente per la specifica CSS1.

## Il nome
Acid1 sta per "Acid test n°1", un nome che si riferisce al test designato per trovare l'oro durante la febbre dell'oro di metà 1800. L'Acid test difatti produceva una valutazione rapida ed efficace della qualità di un pezzo di metallo, analogamente per quanto avviene nella serie dei test Acid che sono designati per produrre una chiara indicazione dell'aderenza dei browser agli standard web.

## Storia
Acid1 fu sviluppato da Todd Fahrner, il quale era frustrato a causa della mancanza di test rigorosi per migliorare l'interoperabilità dei browser web.
Dopo aver osservato i test sviluppati da Braden McDaniel che usava delle rappresentazioni di riferimento che chiariscano il risultato progettato, Fahrner sviluppò un test completo che consisteva in un'immagine 'quirky-looking'. Nel 1999, il test venne incorporato nella test suite ufficiale della specifica CSS1 come il test numero 5.5.26.c. Acid1 è incluso come una funzionalità nascosta (Easter egg), accessibile digitando 'about:tasman', in Internet Explorer 5 per Mac OS con il testo sostituito dai nomi degli sviluppatori.